# 가수 (전한)
가수(賈壽, ? ~ ?)는 전한 초기의 관료이다.

## 행적
고후 8년(기원전 180년), 태위 주발은 세도를 부리던 여(呂)씨 가문을 타도할 요량으로 여록·여산으로 하여금 봉국으로 돌아갈 것을 종용하였다. 여산이 망설이는 사이, 8월, 낭중령 가수는 제나라에 사신으로 갔다가 돌아와서는 여산을 말리는 한편 조정의 대신들이 여씨를 숙청하려 한다고 알려주었다. 여산은 급히 궁으로 돌아가려 하였으나, 결국 유장의 공격을 받고 죽었다.

## 출전
- 사마천, 《사기》 권9 여태후본기(呂太后本紀)

| 전임 풍무택 | 전한의 낭중령 (기원전 180년 음력 8월 당시) | 후임 장무 |